# Clayton Ince
Pour les articles homonymes, voir Ince.
Clayton Ince, né le 13 juillet 1972  à Arima (Trinité-et-Tobago), est un footballeur trinidadien. Il joue au poste de gardien de but avec l'équipe de Trinité-et-Tobago et le Walsall Football Club.

## Carrière

### En club
- 1998-1999 : Defence Force -  Trinité-et-Tobago
- 1999-2005 : Crewe Alexandra -  Angleterre
- 2005-2006 : Coventry City -  Angleterre
- 2006-2010 : Walsall -  Angleterre

Il débuta comme défenseur avant de prendre le poste de gardien de but. Il joua plus de 200 matchs avec Crewe Alexandra et fut joueur élu joueur de l'année 2002-03 du club.

### En équipe nationale
Il disputa le championnat du monde des moins de 20 ans en 1991 puis eu sa première cape le 17 avril 1994.
Il fut le premier choix de gardien de but de Trinité-et-Tobago avant d'être supplanté par Kelvin Jack.
Il a eu sa première cape à l’occasion d’un match de qualification pour la coupe du monde de football 2002. Il a disputé la Gold Cup (CONCACAF) de 2005.
Ince participe à la coupe du monde 2006 avec l'équipe de Trinité-et-Tobago.

## Palmarès
- 79 sélections en équipe nationale